# ياسين فرجاني
ياسين فرجاني (1925-6 أيار 2007) عسكري وسياسي وأديب سوري. كان أحد أعضاء الوفد العسكري السوري الذي ذهب إلى القاهرة مطالباً بالوحدة الفورية في شباط 1958. 
تولى منصب محافظ حماة في عهد الجمهورية العربية المتحدة ثم أُنيط به منصب محافظ الإسكندرية بالإقليم الجنوبي، إلا أن الانفصال السوري حدث قبل توليه المنصب.

## المنشأ والتعليم
ولد في تدمر عام 1925  لأسرة عريقة حيث أنه أحد أبناء الشيخ محمد فرجاني، وأتم تعليمه الثانوي في دمشق في مدرسة التجهيز الأولى <جودت الهاشمي حالياً>.

## شخصية استثنائية
لم يكن هناك ما يشير إلى الدور الذي سيلعبه هذا الشاب القادم من عمق الصحراء فقد كان على فطنته وذكائه وقوة شخصيته محباً للشعر حباً جماً وكان ينظمه منذ نعومة أظفاره وعند دخوله الكلية العسكرية التقى هناك بـ (60) شاباً من مختلف المحافظات السورية هم النواة الأولى للجيش العربي السوري في العهد الوطني، وكان معه من أبناء تدمر رفيق دربه الشهيد الملازم أول أسعد العمير الذي استشهد في معركة الحاصل السوري عام 1951.

## العمل العسكري
ففي عام 1946 انتسب إلى الكلية العسكرية وهي الدورة الأولى في ظل العهد الوطني ( الإستقلال ) و سُميت بدورة الشهيد مأمون البيطار الذي استشهد في فلسطين في العام نفسه، و كان الزعيم ( العميد ) الركن عبد الله عطفة أول رئيس أركان للجيش السوري و كان العقيد فوزي سلو مديراً للكلية العسكرية و آمر الدورة الرئيس ( النقيب ) عدنان المالكي , و لكن هذه الدورة تخرجت استثنائياً قبل موعدها بسبب نشوب حرب 1948 و هي الدورة الأولى التي تخرجت في ظل الاستقلال و تخرّج فيها الفرجاني برتبة ملازم ضمن قوات حرس البادية .
دخل حرب فلسطين عام 1948 ضمن قوات حرس البادية التي كانت تحت قيادة العقيد محمود بنيان و عُيّن آمراً لسرية هجانة حيث أبلى بلاءً حسناً وكان مضرب المثل في الشجاعة والإقدام، مما منحه قدماً و ترفيعاً استثنائياً لرتبة ملازم أول في بداية عهد حسني الزعيم ، بعد انتهاء الحرب عُين ضابط عشائر مركز تدمر و آمراً سرية الهجانة الثانية و بعدها عُيّن رئيساً لمصلحة عشائر البادية , و بعد انضمام قوات حرس البادية لسلاح الدرك و نظراً لقوة شخصيته وصرامته ونزاهته التي كان يتمتع بها عُين رئيساً للشعبة الثانية (شعبة الاستخبارات العسكرية) في حلب و من ثم تم تعيينه رئيساً لشعبة المعلومات ( الأمن العسكري ) ومديراً لمجلة الجندي الناطقة باسم القوات المسلحة، وفي عام 1953 نقله الرئيس أديب الشيشكلي لسلاح المدرعات و عينه رئيساً لأركان الكتيبة 25 مدرعات في معسكر قطنا بعدها أرسل في بعثة عسكرية إلى فرنسا حيث اتبع دورات مكثفة في مدرسة سومور - مدرسة نابليون - استكمل بها خبرته في سلاح المدرعات و بعد عودته من فرنسا عُيّن مفتشاً لسلاح المدرعات، و أثناء العدوان الثلاثي على مصر كان رئيساً لأركان اللواء المدرع الذي دخل الأراضي الأردنية ضمن القوات السورية التي دخلت الأردن بقيادة العقيد سهيل العشي لدعم الجبهة المصرية وبعد انتهاء العدوان عُين آمراً للكتيبة 21 مدرعات، و بعد قيام الجمهورية العربية المتحدة التحق بدورة الأركان في دمشق و عَينه المشير عبد الحكيم عامر قائداً للفوج 21 مجحفل المتمركز في مدينة إزرع .
و في عام 1959 كُلف بمهام نائب رئيس هيئة أركان الجيش الأول - تكليف دون تثبيت - و سُمي عضواً في مجلس الدفاع الأعلى على مستوى الإقليمين، و بتاريخ 10 نيسان 1959 رُقي إلى رتبة عميد و أُحيل إلى التقاعد من القوات المسلحة بعد صدور المرسوم رقم 780 القاضي بتسميته محافظاً لحماة و رئيساً لبلديتها.

## التحضير للوحدة
تم اختياره ليكون عضواً في مجلس القيادة العسكرية الأعلى للجيش والقوات المسلحة الذي تشكل في أواخر عام 1956 من 24 ضابط من قادة الجيش السوري - بالإضافة للعقيد عبد المحسن أبو النور الملحق العسكري المصري - حكموا سوريا في الظل وفرضوا أجندتهم على الحياة السياسية السورية والتي كانت في المجمل متلاقية على طول الخط مع رغبات ومشاعر جماهير الشعب السوري وهي باختصار الوحدة مع مصر عبد الناصر، بل واتفقوا على أجرأ خطة عرفها تاريخ سوريا الحديث، حيث كان الفرجاني واحداً من بين 14 ضابط سوري من ضباط المجلس سافروا إلى مصر بالسر ضمن وفد عسكري لإجراء مفاوضات الوحدة مع الرئيس جمال عبد الناصر واضعين الحكومة السورية أمام الأمر الواقع، وتكلّلت مفاوضاتهم بالنجاح بإعلان الوحدة وقيام الجمهورية العربية المتحدة في شباط 1958.

## عهد الجمهورية العربية المتحدة
عُرض عليه أن يصبح وزيراً عند تشكيل وزارة الوحدة ولكنه رفض ترك الجيش وكان يعتبر أنه من الخطأ تسريح ضباط مجلس القيادة العسكرية الأعلى للجيش و القوات المسلحة لأنهم هم من صنعوا الوحدة وهم المسيطرين الفعليين على الجيش السوري ويجب أن يبقوا في الجيش لأنهم حُماة الوحدة، فاتبع دورة أركان حرب في دمشق و عُيّن آمراً للفوج 21 مجحفل المتمركز في مدينة إزرع .
و في عام 1959 كُلف بمهام نائب رئيس هيئة أركان الجيش الأول - تكليف دون تثبيت - و سُمي عضواً في مجلس الدفاع الأعلى على مستوى الإقليمين، و بتاريخ 10 نيسان 1959 رُقي إلى رتبة عميد و أُحيل إلى التقاعد من القوات المسلحة بعد صدور المرسوم رقم 780 القاضي بتسميته محافظاً لحماة و رئيساً لبلديتها

### تسميته محافظاً لحماة[6]
انتقل إلى وزارة الداخلية ليُعيّن محافظاً لحماة و رئيساً لبلديتها بناءً على المرسوم رقم 780 الصادر عن رئيس الجمهورية العربية المتحدة جمال عبد الناصر حيث أدى أمام سيادته اليمين القانوني في 17 شباط 1959 وخدم المحافظة التي أعطته لقب مواطن شرف بإخلاص وأمانة حيث شهدت حماة في عهده نهضة غير مسبوقة يذكرها أهالي حماة إلى يومنا هذا و على رأس هذه الأعمال حفره للبئر الإرتوازي الذي شفى العديد من المرضى ونشّط حركة السياحة في المحافظة حيث زارها كبار المسؤولين في دولة الوحدة والوطن العربي وعلى رأسهم الزعيم جمال عبد الناصر الذي زاره في منزله مرتين ونام فيه، حيث نشأت علاقة مميزة بينهما، وفي إحدى الزيارات كان معه الرئيس اليوغسلافي جوزيف تيتو بالإضافة لزيارات سمو الشيخ علي بن عبدالله آل ثاني حاكم قطر والأمير صالح بن عيسى الحارثي , ففي عهده بدأت الدعاية لتلك المياه السحرية ومع نهاية عهده انتهت بل بترت بتراً.
استمر محافظاً لحماة طوال سنوات الوحدة بعدها صدر قرار تعينه محافظاً للإسكندرية ، مع تعيين كل من المحافظين السوريين مصطفى رام حمداني وعبد الله جسومة على محافظات أخرى بالإقليم الجنوبي، لكن الانفصال السوري حدث قبل توليه هذا المنصب.

## الانفصال وسنواته الأخيرة
بعد الانفصال في أيلول 1961 رفض الفرجاني التوقيع على وثيقة الانفصال واستعصى في مكتبه بالسرايا الحكومي وساند حلب التي بقيت مع الوحدة وأبقى علم الوحدة مرفوعاً على سرايا حماة لثلاثة أيام متحدياً الانفصال ومتمسكاً بموقفه الوحدوي مما عرّضه لمحاولة اغتيال من قبل الانفصاليين، لكن المؤامرة كانت أكبر من الوحدويين فسقطت حلب بيد الانفصال وحوصر مكتبه بالدبابات ونُقل إلى منزله في حمص ووضع فيه تحت الإقامة الجبرية ولكن هذا لم يمنعه من متابعة نضاله القومي حيث كان من أوائل المؤيدين لثورة الجزائر ومن كبار الداعمين لها في في سوريا وقام بتحفيز المواطنين على التبرع لصالح الثورة وتبرع بمرتبه التقاعدي كاملاً بحضور ممثل الثورة في سوريا الأستاذ اليحياوي، لكن حكومة الانفصال استمرت بالتضييق عليه إلى أن قامت ثورة الثامن من آذار 1963 التي قام بها حزب البعث وبمساعدة ودعم من الناصريين التي قضت على عهد الانفصال.
وحين أصبح أمين الحافظ الذي تربطه بالفرجاني صداقة شخصية رئيساً للجمهورية رفض الفرجاني الذي كان في تلك الفترة من رموز الإتحاد الاشتراكي في سوريا جميع المناصب التي عرضها عليه أمين الحافظ ما لم يعيد دولة الوحدة التي سعى الإتحاد الاشتراكي لإعادتها، حيث كان الفرجاني في تلك الفترة همزة الوصل بين الاتحاد في سوريا وعبد الناصر في مصر، وبقي في الإتحاد الاشتراكي حتى وفاة الزعيم جمال عبد الناصر حيث كان من ضمن الوفد الرسمي السوري المشارك في جنازة الزعيم وبقي في القاهرة حتى الأربعين من وفاته، بعدها حصل عدة خلافات وانقسامات بين أعضاء الإتحاد الاشتراكي مما دفعه إلى اعتزال العمل السياسي والتفرغ للأدب وبعض الأعمال في رابطة المحاربين القدماء بالرغم من المناصب الكثيرة التي عرضت عليه في السبعينات والثمانينات، مثله في ذلك مثل العديد من صفوة المفكرين عبد الكريم زهور (ت. 1988) والعسكريين الفريق محمد الصوفي.
استمر إيمانه بالوحدة العربية قويا لا يتزعزع حتى وفاته.

## وفاته
توفي في 6 أيار 2007 المصادف يوم عيد الشهداء حيث نعته جميع وسائل الإعلام الرسمية السورية، وبتوجيه من القيادة السياسية خرجت له جنازة رسمية تليق بعسكري وسياسي سابق مثله، حيث شُيّع جثمانه - الذي لف بالعلم السوري - بموكب رسمي مهيب حضره عدد من كبار الضباط والمسؤولين في الدولة والحزب.

## الأوسمة والتكريم

### الأوسمة
حاز على العديد من الأوسمة خلال عمله في السلك العسكري منها:
- وسام النجمة العسكرية.
- وسام الشرف والإخلاص من الطبقة الأولى.
- وسام الاستحقاق السوري من الطبقة الأولى.
- وسام الجمهورية السورية.
- وسام فلسطين السوري.
- وسام ذكرى قيام الجمهورية العربية المتحدة.

و حين عمل محافظاً لحماة حاز على:
- ميدالية تذكارية بمناسبة وضع حجر الأساس لمشروع السد العالي.
- ميدالية تذكارية بمناسبة بدء العمل بالخط الحديدي بين حلب واللاذقية.
- ميدالية تذكارية بمناسبة افتتاح سد الرستن في الإقليم الشمالي.

وهذه جميعا مهداة من الرئيس جمال عبد الناصر.
- ويوم تكريمه في حمص في 11/5/2006 مُنح درع الثقافة والإبداع من وزارة الثقافة ودرع المحاربين القدماء من وزارة الدفاع.

### التكريم
- في 11/5/2006 كرمته حمص - مدينته - في حفل مهيب حضره كبار الضباط والوزراء والمسؤولين في الدولة والحزب، وأطلق اسمه على إحدى المدارس فيها.
- بعدها كرم في تدمر وأطلق اسمه على قاعة المسرح في المركز الثقافي العربي.
- وبعد وفاته، أقيم له حفل تأبين في حمص حضره عدد من الضباط والوزراء والمسؤلين في الدولة والحزب.

## أعماله الأدبية
يعد من أعلام الشعر والأدب ومن أصحاب الفكر العربي الوحدوي التقدمي، عُرف بين رفاقه في السلاح بشاعر الجيش واشتهر برثائه لرفاقه الشهداء من الضباط وله فيهم مرثيات كثيرة نُشر أكثرها في مجلة الجندي، كما غطى أحداث الوطن العربي بشعره القومي وبقي مخلصاً لمبادئ الوحدة ومدافعاً عنها في أشعاره وأحاديثه فاضحاً الانفصال والانفصاليين وعمالتهم للأجنبي. 
له العديد من المؤلفات والأعمال الشعرية منها:
- مواسم العطر وكتب مقدمته الأديب الدكتور عبد السلام العجيلي.
- إشراق الفجر.
- واحة الزيتون (قصائد تدمرية).
- رفاق السلاح (دار طلاس)، وهو هدية من العماد أول مصطفى طلاس الذي جمع القصائد وانتقى العنوان وكتب المقدمة.
- ألوان (مطابع جامعة البعث).

حيث أن هذا الأخير قدمه رئيس جامعة حمص (كانت تُدعى جامعة البعث آنذاك) هدية للفرجاني في يوم تكريمه في حمص 11/5/2006.
ومنها ما هو قيد الطبع، وله قصائد منشورة في دواوين للعماد أول مصطفى طلاس وموسوعة البابطين للشعراء العرب ولشعراء آخرين، كما كُتب عنه في موسوعة أعلام سوريا في القرن العشرين (المجلد الثالث).
له مسرحيتان مخطوطتان هما:
- أذينة ملك تدمر.
- الجلاء.

غنت له الفنانة اللبنانية دورا بندلي قصيدتا (حيا الحبيب وسلما) و(لَونْتُ) في مسرحية فيست لعائلة بندلي، كما له العديد من التسجيلات والأغاني الوطنية في الإذاعة السورية.
- عضو اتحاد الكتاب العرب وجمعية الشعر.

## وصلات خارجية
- ياسين فرجاني